# Kazashi no himegimi
Le Kazashi no himegimi (かざしの姫君), également connu sous le titre Kazashi no hime (かざしの姫), est une histoire japonaise de l'époque de Muromachi. En un volume, le texte — dont l'auteur est inconnu — est accompagné d'illustrations.
L'histoire, qui appartient au genre otogizōshi et relève de la sous-classification kaikondan, traite du mariage entre espèces différentes, dans ce cas en particulier, avec l'esprit d'une fleur de chrysanthème, ce qui est rare.

## Histoire
La princesse Kazashi est la fille de Minamoto, le conseiller du milieu. Elle aime les fleurs et, à l'âge de quatorze ans, rencontre en rêve un homme nommé Shōshō avec qui elle échange des promesses de mariage. Il lui rend secrètement visite toutes les nuits. Un jour, il est ordonné au père de se présenter à une cérémonie avec des chrysanthèmes. Ce soir-là, Shōshō apparaît dans un état de grande faiblesse et dit à la princesse que cela sera sa dernière visite. Il lui laisse un cadeau et lui demande de se souvenir de lui par leur enfant et il disparaît. Le présent est un poème et un chrysanthème et elle comprend qu'il est l'esprit de la fleur de chrysanthème que son père a cueillie. Elle donne naissance à une fille mais meurt après l'accouchement. L'enfant est élevée par les parents de la princesse et à l'âge de treize ans devient une dame de la cour. L'empereur s'en éprend et elle donne bientôt naissance à une fille et à un fils.

## Manuscrits
Les quatre manuscrits encore existants du texte se trouvent à :
- Bibliothèque nationale de la Diète ;
- Bibliothèque de l'Université Keiō ;
- Université Harvard Fogg Art Museum ;
- Collection Ono Hisashi.